# Schaffnerella gracilis
Schaffnerella gracilis är en gräsart som först beskrevs av George Bentham, och fick sitt nu gällande namn av George Valentine Nash. Schaffnerella gracilis ingår i släktet Schaffnerella och familjen gräs. Inga underarter finns listade i Catalogue of Life.